# Viera Ellong Doualla
Viera Ellong Doualla (Douala, Camerún, 14 de junio de 1987) es un futbolista camerunés nacionalizado ecuatoguineano que juega de mediocampista. Actualmente integra el plantel del CD Unidad, de la Primera División de Guinea Ecuatorial.

## Selección
Ha sido internacional con la Selección de Guinea Ecuatorial en 33 ocasiones anotando 2 goles.

## Clubes
| Club                   | País              | Año             |
| ---------------------- | ----------------- | --------------- |
| Mount Cameroon FC      | Camerún           | 2004            |
| Caïman de Douala       | Camerún           | 2004 - 2005     |
| Akonangui              | Guinea Ecuatorial | 2006 - 2009     |
| Sony Elá Nguema        | Guinea Ecuatorial | 2010 - 2012     |
| Cercle Mbéri Sportif   | Gabón             | 2012            |
| The Panthers FC        | Guinea Ecuatorial | 2013 - 2015     |
| AO Kerkyra             | Grecia            | 2015 - 2017     |
| Platanias FC           | Grecia            | 2017 - 2018     |
| Poros FC               | Grecia            | 2019            |
| Leones Vegetarianos FC | Guinea Ecuatorial | 2020            |
| Futuro Kings FC        | Guinea Ecuatorial | 2021 - 2022     |
| CD Unidad              | Guinea Ecuatorial | 2022 - presente |